# دلمونت (داکوتای جنوبی)
دلمونت(به انگلیسی: Delmont) شهری در ایالت داکوتای جنوبی کشور ایالات متحده آمریکا است که جمعیت آن در سرشماری سال ۲۰۱۰ میلادی، ۲۳۴ نفر بوده‌است.